# Meesterklasse schaken 2005/06
Het Meesterklasse-seizoen 2005/06 was het 10e seizoen van de Meesterklasse, de hoogste Nederlandse schaakcompetitie voor clubteams. Er werd gestreden door 10 teams om het clubkampioenschap van Nederland in een halve competitie.
Na het reguliere seizoen streden het Hilversums Schaakgenootschap, De Variant, Schaakclub Groningen en SO Rotterdam via playoff-wedstrijden om het landskampioenschap. De Variant Breda wist die confrontatie te winnen en werd voor de tiende keer op rij landskampioen. HSG werd tweede en SO Rotterdam derde.
Het Witte Paard Sas van Gent en de Stukkenjagers degradeerden als de nummers 9 en 10 naar de Eerste Klasse.

## Eindstand reguliere competitie
| #  | Team                   | MP | BP   |
| -- | ---------------------- | -- | ---- |
| 1  | HSG                    | 17 | 65   |
| 2  | U-Boat Worx/De Variant | 14 | 55.5 |
| 3  | Hotels.nl/Groningen    | 12 | 51.5 |
| 4  | SO Rotterdam           | 12 | 50.5 |
| 5  | LSG                    | 11 | 45.5 |
| 6  | Post Jr/ESGOO          | 8  | 41.5 |
| 7  | HMC Calder             | 6  | 41   |
| 8  | Homburg Apeldoorn      | 6  | 40.5 |
| 9  | HWP Sas van Gent       | 4  | 34.5 |
| 10 | Stukkenjagers          | 0  | 24.5 |

## Play-offs

### Halve finales
| Datum       | Plaats   | Wedstrijd                                    | Uitslag |
| ----------- | -------- | -------------------------------------------- | ------- |
| 13 mei 2006 | Enschede | SO Rotterdam - HSG                           | 2-8     |
| 13 mei 2006 | Enschede | U-Boat Worx/De Variant - hotels.nl/Groningen | 7-3     |

### Finales
| Datum       | Plaats   | Wedstrijd                          | Uitslag   |
| ----------- | -------- | ---------------------------------- | --------- |
| 14 mei 2006 | Enschede | HSG - U-Boat Worx/De Variant       | 3.5 - 6.5 |
| 14 mei 2006 | Enschede | hotels.nl/Groningen - SO Rotterdam | 4.5 - 5.5 |

## Beste individuele scores[1]
| #   | Naam                   | Team              | W  | N | Ro   | Tpr  | ΔR   |
| --- | ---------------------- | ----------------- | -- | - | ---- | ---- | ---- |
| 1.  | Jan Smeets             | HSG               | 8½ | 9 | 2537 | 2922 | +385 |
| 2.  | Jop Delemarre          | HSG               | 7  | 8 | 2433 | 2589 | +156 |
| 3.  | Daniel Stellwagen      | HSG               | 7  | 9 | 2533 | 2637 | +104 |
| 4.  | Zhao Qin Peng          | SO Rotterdam      | 6½ | 9 | 2405 | 2542 | +137 |
| 5.  | Yge Visser             | Hotels.nl         | 6½ | 9 | 2480 | 2605 | +125 |
| 6.  | Friso Nijboer          | HSG               | 6½ | 9 | 2529 | 2617 | +88  |
| 7.  | Erwin l' Ami           | HSG               | 6  | 7 | 2519 | 2716 | +197 |
| 8.  | Jan Werle              | Hotels.nl         | 6  | 8 | 2514 | 2655 | +141 |
| 9.  | Lucien van Beek        | Homburg Apeldoorn | 6  | 9 | 2332 | 2461 | +129 |
| 10. | Jeroen Bosch           | SO Rotterdam      | 6  | 9 | 2465 | 2555 | +90  |
| 11. | Jeroen Blokhuis        | LSG               | 5½ | 8 | 2352 | 2530 | +178 |
| 12. | Daniel Fridman         | HMC Calder        | 5½ | 8 | 2566 | 2644 | +78  |
| 13. | Frank Kroeze           | Post jr/ESGOO     | 5½ | 9 | 2415 | 2553 | +138 |
| 14. | Eelke Wiersma          | LSG               | 5½ | 9 | 2431 | 2561 | +130 |
| 15. | Wouter Spoelman        | Post jr/ESGOO     | 5½ | 9 | 2365 | 2470 | +105 |
| 16. | Aleksandar Berelovitsj | Post jr/ESGOO     | 5  | 6 | 2571 | 2714 | +143 |

Eerste klasse

1920/21 · 1921/22 · 1922/23 · 1923/24 · 1924/25 · 1925/26 · 1926/27 · 1927/28 · 1928/29 · 1929/30 · 1930/31 · 1931/32 · 1932/33 · 1933/34 · 1934/35 · 1935/36 · 1936/37 · 1937/38 · 1938/39 · 1939/40 · 1940/41 · 1941/42
Hoofdklasse

1942/43 · 1943/44 · 1944/45 · 1945/46 · 1946/47 · 1947/48 · 
1948/49 · 1949/50 · 1950/51 · 1951/52 · 1952/53 · 1953/54 · 1954/55 · 1955/56 · 1956/57 · 1957/58 · 1958/59 · 1959/60 · 1960/61 · 1961/62 · 1962/63 · 1963/64 · 1964/65 · 1965/66 · 1966/67 · 1967/68 · 1968/69 · 1969/70 · 1970/71 · 1971/72 · 1972/73 · 1973/74 · 1974/75 · 1975/76 · 1976/77 · 1977/78 · 1978/79 · 1979/80 · 1980/81 · 1981/82 · 1982/83 · 1983/84 · 1984/85 · 1985/86 · 1986/87 · 1987/88 · 1988/89 · 1990/91 · 1991/92 · 1992/93 · 1993/94 · 1994/95 · 1995/96
Meesterklasse

1996/97 · 1997/98 · 1998/99 · 1999/00 · 2000/01 · 2001/02 · 2002/03 · 2003/04 · 2004/05 · 2005/06 · 2006/07 · 2007/08 · 2008/09 · 2009/10 · 2010/11 · 2011/12 · 2012/13 · 2013/14 · 2014/15 · 2015/16 · 2016/17 · 2017/18· 2018/19 · 2019/20 · 2020/21 · 2021/22 · 2022/23 · 2023/24 · 2024/25